# Lynde
Lynde é uma comuna francesa na região administrativa de Altos da França, no departamento do Norte. Estende-se por uma área de 9.07 km². Em 2010 a comuna tinha 782 habitantes (densidade: 86,2 hab./km²).